# Мидланд (Северна Каролина)
Мидланд (енгл. Midland) град је у америчкој савезној држави Северна Каролина.

## Демографија
По попису из 2010. године број становника је 3.073.
| Група             | 2000.    | 2010.         |
| Белци             | 0 (0,0%) | 2.696 (87,7%) |
| Афроамериканци    | 0 (0,0%) | 192 (6,2%)    |
| Азијати           | 0 (0,0%) | 27 (0,9%)     |
| Хиспаноамериканци | 0 (0,0%) | 109 (3,5%)    |
| Укупно            | 0        | 3.073         |